# Don’t Smile at Me
Don’t Smile at Me – debiutancka EP-ka amerykańskiej piosenkarki i autorki tekstów Billie Eilish, wydany 11 sierpnia 2017 roku nakładem Darkroom i Interscope. W utworze &burn wystąpił raper Vince Staples.

## Certyfikaty
| Kraj                     | Certyfikat         |
| ------------------------ | ------------------ |
| Australia (ARIA)         | platynowa płyta    |
| Kanada (Music Canada)    | platynowa płyta    |
| Nowa Zelandia (NZ)       | 2× platynowa płyta |
| Wielka Brytania (BPI)    | platynowa płyta    |
| Stany Zjednoczone (RIAA) | platynowa płyta    |
| Polska (ZPAV)            | diamentowa płyta   |

## Lista utworów
1. Copycat
2. Idontwannabeyouanymore
3. My boy
4. Watch
5. Party Favor
6. Bellyache
7. Ocean Eyes
8. Hostage
9. &burn (bonusowy utwór dołączony w re-edycji minialbumu; gościnnie: Vince Staples)

### Informacje
- Wszystkie utwory są stylizowane na małą literę, oprócz utworu Copycat, który jest cały stylizowany na wielką literę.
- Utwór "&burn" jest alternatywną wersją utworu "Watch"